# Frode Grodås
Frode Grodås (Volda, 24 de outubro de 1964) é um ex-futebolista norueguês que atuava como goleiro.

## Carreira
Por clubes, atuou por Hornindal, Sogndal, Lillestrøm, Chelsea, Tottenham, Schalke 04, Racing Santander e Hønefoss BK, onde encerrou a carreira de jogador pela primeira vez, em 2003. Em 2006, foi técnico do Ham-Kam, voltando ao Lillestrøm em dezembro do mesmo ano, agora como treinador de goleiros.
Em junho de 2007, após o Lillestrøm ficar sem 2 de seus goleiros (Heinz Müller estava suspenso e Geir Ludvig Fevang, lesionado), Grodås foi relacionado pela primeira vez para um jogo oficial depois de 3 anos, ficando como reserva contra o Sandefjord, tendo o finlandês Otto Fredrikson (terceiro goleiro) assumido a titularidade. Em agosto, voltou a figurar no banco de reservas, desta vez quando Müller se lesionou. Deixou o clube em 2010 para trabalhar na comissão técnica da Seleção Norueguesa.

## Seleção
Grodås, que fez sua estreia na Seleção Norueguesa em 1991, disputou as Copas de 1994 (como reserva de Erik Thorstvedt) e 1998 (titular).
Não-convocado para disputar a Eurocopa de 2000, o goleiro entrou em campo pela última vez com a camisa da Noruega em setembro de 2002, num amistoso contra a Dinamarca, pelas eliminatórias da Eurocopa de 2004.

## Títulos
Lillestrom
- Eliteserien: 1989

Schalke 04
- Copa da Alemanha: 2000–01 e 2001–02

Chelsea
- Copa da Inglaterra: 1996–97